# (73367) 2002 KV8
2002 كي في 8 (ويعرف أيضًا باسم (73367) 2002 كي في 8 وفق تسمية الكوكب الصغير) (بالإنجليزية: 2002 KV8)‏ هو كويكب ضمن حزام الكويكبات؛ وترتيبه 73367 من حيث الاكتشاف.
اكتُشف هذا الجُرم الفلكي بواسطة تعقب الأجرام القريبة من الأرض في 29 مايو 2002.

## وصلات خارجية
- (73367) 2002 KV8 في قاعدة بيانات مختبر الدفع النفاث لأجرام النظام الشمسي الصغيرة

- الاكتشاف · مخطط المدار ·  العناصر المدارية · المعلمات المادية

- (73367) 2002 KV8 على موقع ويكي سكاي: DSS2, SDSS, GALEX, IRAS, Hydrogen α, X-Ray, Astrophoto, Sky Map, Articles and images